# سینه‌دندان‌خزنده‌واران
سینه‌دندان‌خزنده‌واران (نام علمی: Capitosauria) نام یک بالاخانواده از راسته بریده‌مهرگان است.